# Mischverwaltung
Unter Mischverwaltung versteht man die Situation, dass in einem föderalen Staatsaufbau Gliedstaaten und der Bundesstaat eine einheitliche Verwaltungsaufgabe dergestalt wahrnehmen, dass entweder auf der oberen Ebene des Verwaltungsaufbaus gliedstaatliche Behörden und auf der auf unteren Ebene bundesstaatliche Behörden tätig werden, oder dass eine einheitliche Verwaltungsaufgabe durch gliedstaatliche und bundesstaatliche Behörden gemeinsam und mit gegenseitigen Zustimmungsvorbehalten wahrgenommen wird. Dabei gibt es eine Vielzahl von Erscheinungsformen der Mischverwaltung, die nicht abschließend aufgezählt werden können.
In Deutschland sind Formen der Mischverwaltung grundsätzlich nur zulässig, wenn das  Grundgesetz dies selbst vorsieht. Das Grundgesetz lässt bestimmte Formen der Mischverwaltung ausdrücklich zu (z. B. in Art. 108 GG für die Finanzverwaltung oder in Art. 91e GG für die Verwaltung der Grundsicherung für Arbeitsuchende). Andere Formen der Mischverwaltung entsprechen den allgemeinen Regeln der Verwaltungszuständigkeit (Art. 83 ff. GG), insbesondere wenn Bundes- und Landesbehörden einander Amtshilfe leisten, dabei aber ausschließlich ihre eigenen Aufgaben wahrnehmen. Wenn aber die Mischverwaltung keiner der in Art. 83 ff. GG geregelten Verwaltungszuständigkeiten entspricht oder sogar einer dieser Zuständigkeiten widerspricht, stellt sie einen Verstoß gegen das Bundesstaatsprinzip dar und ist deshalb verfassungswidrig.